# Whitley Castle

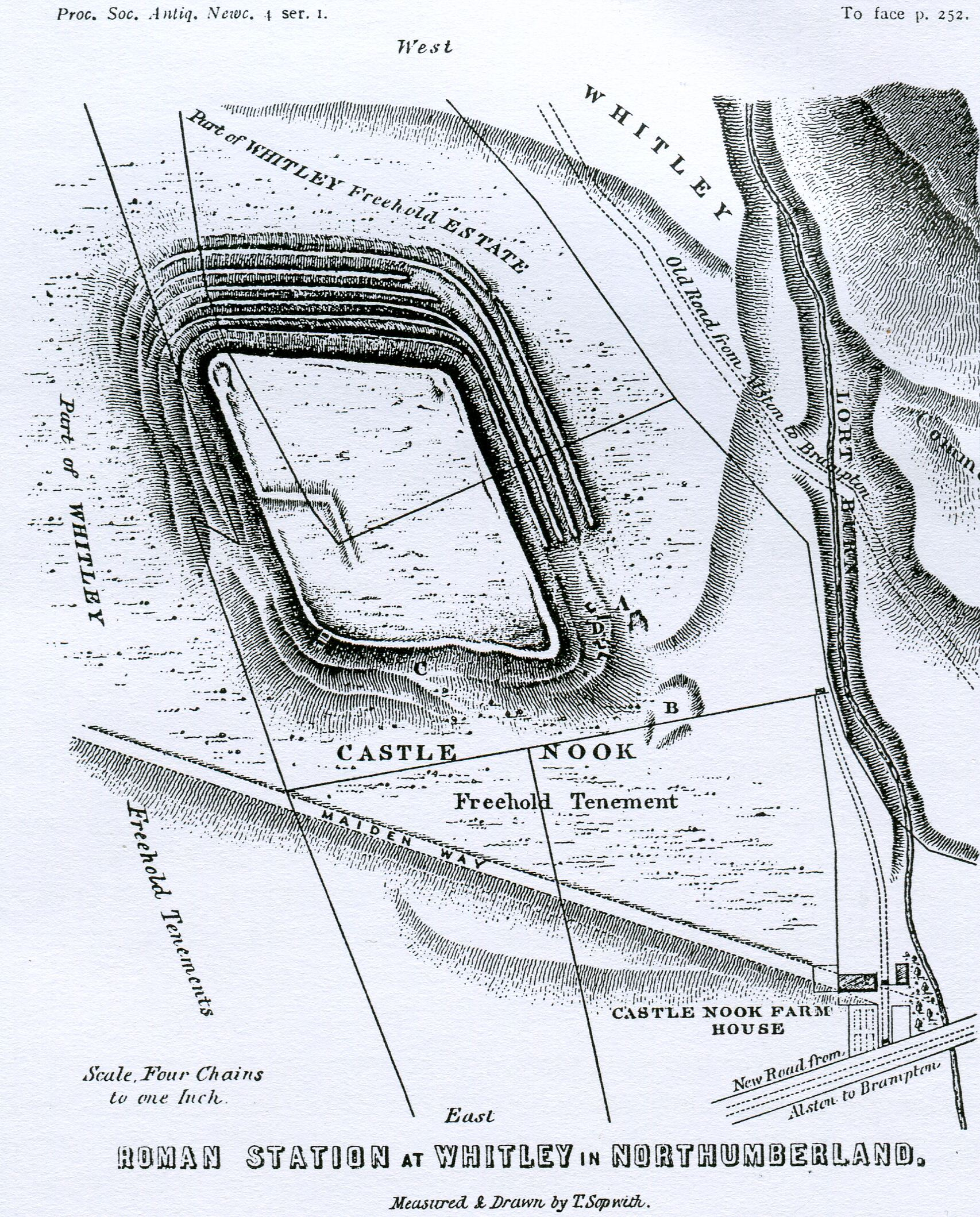
Plano de Whitley Castle realizado por Thomas Sopwith en 1853.

Whitley Castle, llamado por los romanos Epiacum, es un fuerte militar romano situado en el límite geográfico entre los actuales condados de Cumbria y Northumberland, en Inglaterra, cerca de la línea del Maiden Way (una calzada romana que une los fuertes romanos de Bewcastle y Birdoswald) en la ribera occidental del río Tyne.
Es considerado un ejemplo único entre los fuertes romanos por dos motivos. En primer lugar, mientras se ajusta al castrum en cuanto a sus instalaciones, porque sus calles siguen el patrón de cuadrícula, y permanecen los cimientos intactos del cuartel y los baños, en lugar del típico fuerte rectangular, tuvo que ser modificado para encajarlo en su ubicación, una subcima en forma de paralelogramo. Por otra parte, además de su muralla de piedra, sus defensas exteriores de diques y terraplenes son las más elaboradas de todo el Imperio romano, formadas por cuatro líneas de murallas en tres de las caras y siete en la restante.
Ubicado en una finca privada, ha sido declarado monumento planificado con el fin de protegerlo.

## Historia
Al oeste de la moderna carretera A689, próximos a Pennine Way cerca de Castle Nook, dos millas al noroeste de Alston (Cumbria), en el bosque Gilderdale, se encuentran los restos del fuerte romano de Epiacum. Estaba retirado de los caminos principales de la época dado que se ubicaba a unas 15 millas al sur de la muralla de Adriano y 20 millas al norte de la vía romana de Eboracum (York) a Luguvalium (Carlisle). Pero era el único fuerte en la ruta conocida como Maiden Way, entre el fuerte romano de Bewcastle y el de Birdoswald, y permitía asegurar el control de los belicosos brigantes de la zona y de los recursos mineros de la región, fundamentalmente plomo fundamentalmente.
La única fuente geográfica clásica que menciona Epiacum es la Geografía de Claudio Ptolomeo, en la que encabeza la lista de las ciudades en las tribus de las tierras de los Brigantes del noreste de Inglaterra.
El nombre Epiacum es posiblemente una contracción de epi acumen, "en torno al punto", que podría referirse a la disposición del fuerte que rodea la cumbre de una pequeña colina.

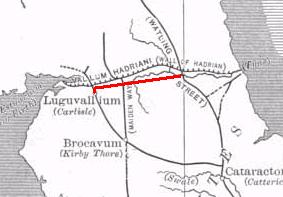
Mapa que muestra la ubicación del Maiden Way, perpendicular a la Stanegate (en rojo).

Se realizaron excavaciones arqueológicas en 1810 y en 1957. Recientemente se ha utilizado la fotografía aérea y nuevas exploraciones en el terreno.
La fortaleza fue construida a mediados del siglo II, aunque sobre un campamento romano anterior. Probablemente existiera incluso un emplazamiento de la Edad del Hierro. El fuerte parece haber sido parcial o totalmente destruido en ese mismo siglo, reconstruido poco después, y reforzado en el siglo III, cuando fue ocupado por la Cohors II Nerviorum que dedicaron allí un templo al emperador Caracalla. Se han encontrado también un altar de la Legio VI Victrix dedicado a Hércules, y otro del culto de Mitra.[cita requerida]
El fuerte en su forma final es una maravilla del mundo romano. Si bien en muchos aspectos sigue el esquema habitual de las fortificaciones de la época, carreteras principales dividiendo el interior, un edificio central, la casa del comandante, las barracas y graneros, etc., la de Epiacum es bastante excepcional. Si bien la ubicación es excepcional a los fines defensivos, impedía el uso de la forma habitual por lo que los ingenieros militares optaron por un perímetro de forma romboidal y ajustaron la disposición interior.